# Яворський Сергій Григорович
Сергі́й Григо́рович Яво́рський (* 1910 — † 1970, Сімферополь) — начальник міжміської телефонної станції Сімферополя, кавалер ордена Леніна.

## Біографічні відомості
Очолював міжміську телефонну станцію міста Сімферополь. За забезпечення безперебійного зв'язку під час Ялтинської конференції (1945 рік) нагороджено орденом Леніна.
Дружина Лідія Олександрівна Нестерова (1913—1990). Дочка Марина (1946 року народження) — зв'язківець у третьому поколінні.